# Fletcher-Halbinsel
Die Fletcher-Halbinsel ist eine große und vereiste Halbinsel an der Grenze zwischen der Bryan- und der Eights-Küste im westantarktischen Ellsworthland. Sie erstreckt sich zwischen dem Abbot-Schelfeis und dem Venable-Schelfeis in die Bellingshausen-See.
Kartografisch erfasst wurde sie durch Vermessungsarbeiten bei der United States Antarctic Service Expedition (1939–1941) und mithilfe von Luftaufnahmen der United States Navy zwischen 1961 und 1966. Das Advisory Committee on Antarctic Names benannte sie 1968 nach Frederick Charles Fletcher (1874–1958) aus Boston, einem Sponsor der United States Antarctic Service Expedition.